# Synagoge (Rexingen)

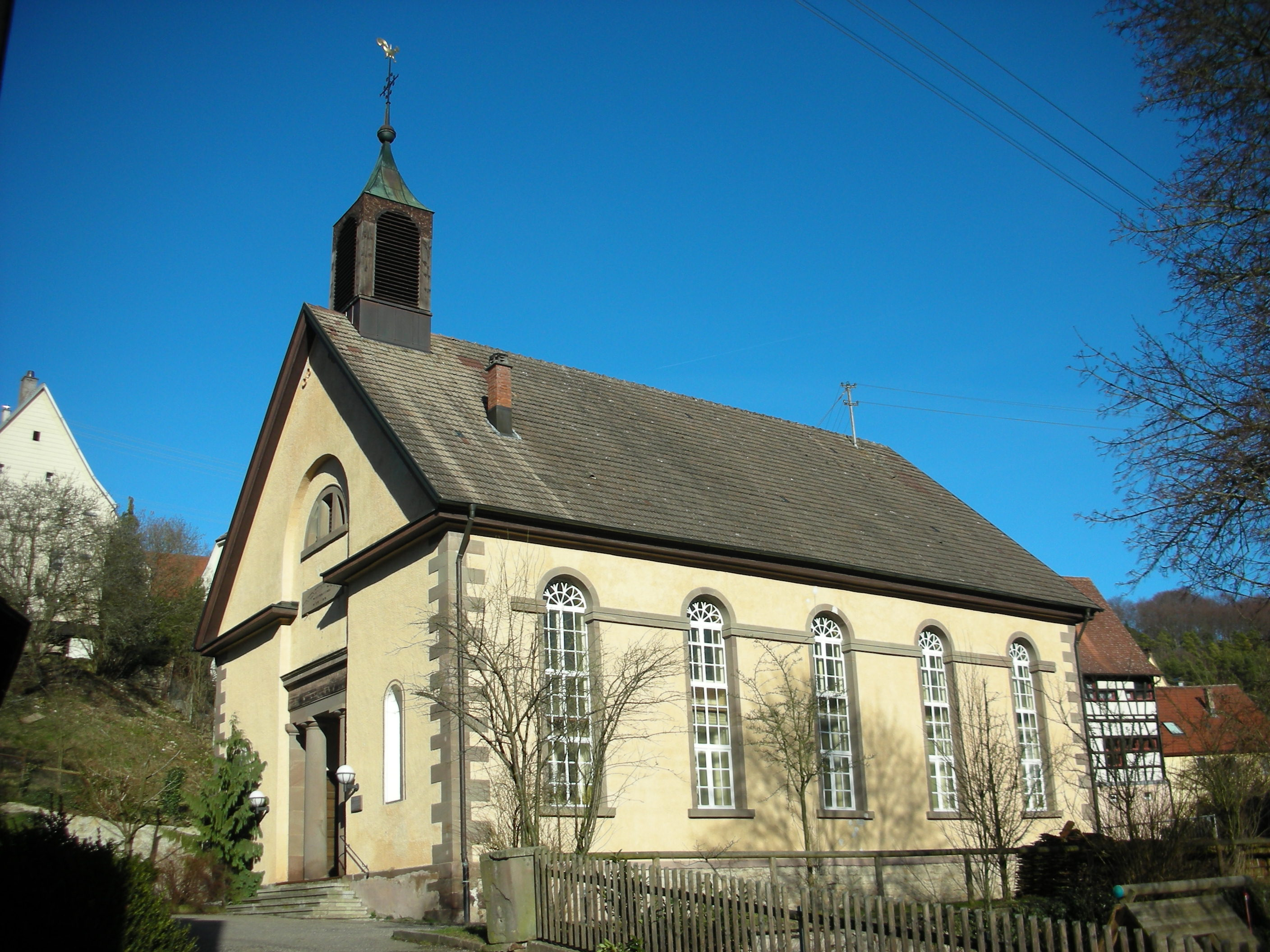
Die ehemalige Synagoge, heute evangelische Kirche

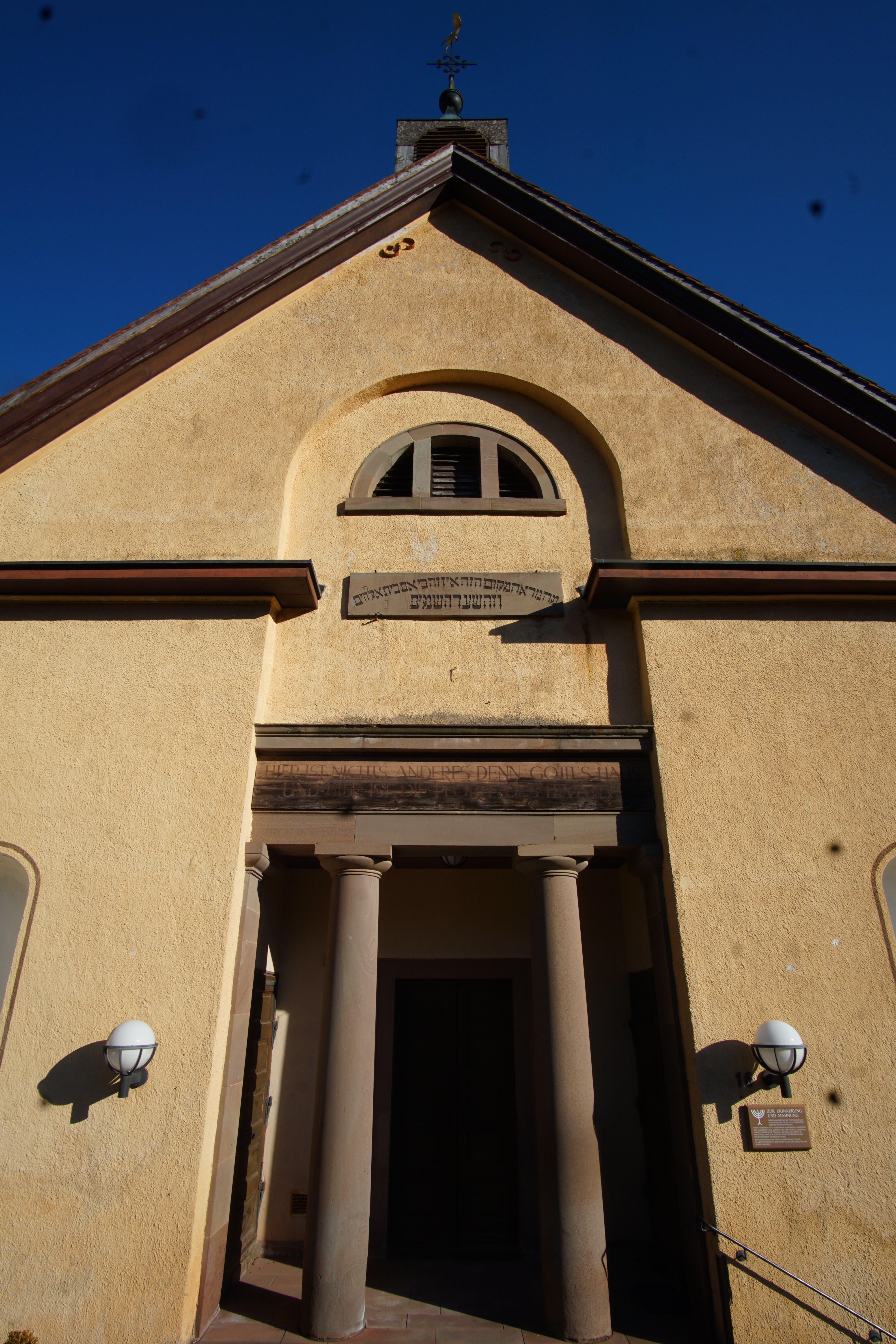
Portal

Die Synagoge in Rexingen, einem Stadtteil von Horb am Neckar im Landkreis Freudenstadt (Baden-Württemberg), wurde 1836/38 errichtet und während der Novemberpogrome 1938 verwüstet. Die ehemalige Synagoge befindet sich in der Freudenstädter Straße 16.

## Geschichte
Die jüdische Gemeinde Rexingen errichtete ihre erste Synagoge Anfang des 18. Jahrhunderts. Sie wurde 1751/52 erweitert und war trotzdem ein halbes Jahrhundert später auf Grund der größer gewordenen jüdischen Gemeinde zu klein. Ein seit Jahren angelegter Synagogenbaufonds, in dem Spenden gesammelt wurden, bildete den Grundstock für die Finanzierung des Synagogenneubaus. Die Grundsteinlegung fand am 29. Juli 1836 statt und am 28. August 1838 konnte die neue Synagoge durch Bezirksrabbiner Moses Wassermann aus Mühringen eingeweiht werden.
1875 beschrieb Rabbiner Michael Silberstein den ganzen Rabbinatsbezirk Mühringen und darin die Synagoge in Rexingen wie folgt:

„Die Synagoge in Rexingen, unstreitig die schönste des Rabbinatsbezirkes, ist auf terrassenförmig erhöhtem Platz errichtet, zu dem steinerne Stufen in zwei Abteilungen hinaufführen. Vor der Synagoge befindet sich ein schöner Säulengang, zu dem gleichfalls einige steinerne Stufen hinaufführen. Für die Frauen sind drei Seiten Galerien angebracht. Vor der heiligen Lade, die sich an der Ostseite, dem Eingang gegenüber, befindet, steht die Kanzel, zu (der), wie auch zur Heiligen Lade einige Stufen führen, unterhalb der Kanzel sieht man einen marmorierten Stein, der dem Vorsänger auch als Betpult dient… Für die männlichen Synagogenbenutzer befinden sich rechts und links Subsellien, die durch weite, wohl allzuweite Zwischenräume voneinander getrennt sind. Trotz dieser weiten Zwischenräume fasst die Synagoge doch bequem 500-600 Personen. An den Wänden, insbesondere unter der östlichen Wand, erblickt man einige Tafeln, auf denen die Namen derer, die durch Stiftungen sich verewigt haben, verzeichnet sind. Im Jahre 1862 wurde das Plafond der Synagoge recht geschmackvoll gemalt, sowie das Holzwerk frisch angestrichen.“

1934/35 wurde die Synagoge umfassend renoviert und dabei wurden die Säulen, Wände und Frauenemporen weiß gestrichen. Der Almemor und die Ostwand über dem Toraschrein erhielten eine Farbabstufung. Da viele Rexinger Juden ihre Auswanderung nach Palästina (Gründung von Schawe Zion) vorbereiteten, feierte man bereits 1937 die 100-Jahr-Feier der Synagoge, also ein Jahr zu früh.
Beim Novemberpogrom 1938 wurde die Synagoge von SA-Männern demoliert und angezündet, das Gebäude brannte vollkommen aus. Die Synagogenruine wurde im Zweiten Weltkrieg als Lager der Waffenfabrik Mauser (Oberndorf) genutzt. Im Juni 1948 wurde der NSDAP-Politiker Philipp Baetzner vom Landgericht Rottweil zu 18 Monaten Gefängnis verurteilt. Nach Feststellungen des Gerichts hatte Baetzner den Befehl für die Schändung der Synagoge erteilt.

## Heutige Nutzung
Die Synagoge, nach 1938 in den Besitz der politischen Gemeinde gelangt, wurde 1952 zum Gemeindezentrum mit Gottesdienstraum der evangelischen Kirche umgebaut. Die Stadt Horb, in deren Besitz das Gebäude 1971 durch die Eingemeindung von Rexingen gekommen war, konnte oder wollte die notwendige Renovierung nicht finanzieren. Ebenso konnte die evangelische Kirchengemeinde als Mieterin diese Aufgabe nicht bewältigen.
Deshalb wurde 1997 auf Initiative des damaligen Vikars Albrecht Haizmann und mit Unterstützung des neu gewählten Oberbürgermeisters Michael Theurer der Träger- und Förderverein Ehemalige Synagoge Rexingen gegründet, der als Pächter mietfrei von der Stadt Horb das Gebäude erhielt. Als Gegenleistung übernahm der Verein die Aufgabe, die Renovierung und Erhaltung der ehemaligen Synagoge zu sichern.